# 8965 Citrinella
8965 Citrinella è un asteroide della fascia principale. Scoperto nel 1960, presenta un'orbita caratterizzata da un semiasse maggiore pari a 3,1679495 UA e da un'eccentricità di 0,1271756, inclinata di 0,86078° rispetto all'eclittica.